# Thagria ornata
Thagria ornata är en insektsart som beskrevs av Nielson 1977. Thagria ornata ingår i släktet Thagria och familjen dvärgstritar. Inga underarter finns listade i Catalogue of Life.